# おなり神
おなり神（おなりがみ）またはをなり神（をなりがみ）とは、妹（をなり／おなり／うない）が兄（えけり／えーり）を霊的に守護すると考え、妹の霊力を信仰する沖縄地方の信仰である。かつて琉球王国の版図であった奄美から先島まで広く見られるが、唯一宮古島では、おなり神信仰は希薄となっている。
柳田國男は、女性の霊的な力によって、妹が兄を守ったり、姉が弟を守ったりする精神的な力による支配を「妹の力」と述べ、これをおなり神信仰に当てはめた。1927年、伊波普猷は柳田の指摘を発展させ、琉球のおなり神信仰が姉妹と兄弟の家族関係だけでなく、王とその姉妹である「聞得大君」によって支えられたと指摘した。
現代では琉球の信仰（琉球神道）の一要素として捉えられているが、ウナリ神信仰を基盤とした祭政一致社会は、日本本土の邪馬台国や古奄美など広範に見られる。

## 概念

### おなりの実像
おなり神の特徴として、以下の4点が挙げられる。
1. おなり神は女神であり、巫女の色彩を有する。
2. おなり神は航海の神として、夢の分身や霊魂によって、男兄弟や父兄を助ける。
3. 沖縄などの南西諸島においては、男性にとっての姉妹神である。
4. おなりは兄弟を守る際、木綿手拭いや芭蕉布、自らの髪の毛を護符として与える。また、白鳥や蝶に化して兄弟を守る。

### おなりの霊力
古来、琉球では女性の霊力が強いと考えられており、神に仕えるノロやシャーマンであるユタも女性だった。おなり信仰では、姉妹（おなり）が兄弟（えけり）に対して霊力が高く、おなりはえけりを守護する能力を持つと考えられた。この信仰は、宗教祭祀における女性の優位を支える原理となった。
おなり神（妹）の霊力はえけり（兄）がマキョ（後述）を出て離れている時に最も強くなると信じられており、その事から、男が漁労、旅行や戦争に行く時は、妹の毛髪や手拭をお守りとして貰う習俗が長く続き、現代も一部に残っている。
おなり神信仰において、兄と妹の関係性は別格とされる。既婚者の男性を霊的に守るのも伴侶である妻ではなく妹と考えられており、近世までは既婚者に大事があった場合でも、その妹が呼び出されて祈念を行うということがよくあったという。このことは、兄と妹の関係性が、場合によっては夫と妻の関係性より強固であり、尊重されることを意味している。旅行や戦争の時、兄弟が毛髪等を貰った相手は自分の姉妹からが全体の6割から8割に達し、自分の妻から貰ったのは5分から6分であり妻よりも自分の姉妹から貰った割合の方が多くなっている。また、兄妹の霊的な絆は父娘のそれよりも強いと感じられていた。

### 用法と解釈
そもそも厳密には、琉球方言の「をなり」「えけり」は日本語の「妹」「兄」という意味ではない。「兄から見た妹」を「をなり（おなり）」、「妹から見た兄」を「えけり」と呼ぶ。つまりをなり・えけりは、兄と妹のみで完結した関係性なのである。をなりとえけりの想定する宇宙には、男女は兄と妹しか存在しない。
伊波普猷はこのことから、「この概念は男女間のすべての関係性を内包するもの」と指摘した。つまり、をなり・えけりには、肉親としての男女、恋人としての男女、夫婦としての男女の関係が多層的に想念され、その世界において、兄＝男が世界を支配し、妹＝女は男を守護し、神に仕える神女と位置づけられるのである。
後述するように、この思想が琉球王国の祭政一致体制の基盤を作ったと考えられている。
なお、女性の霊力への信仰や、兄と妹にこうした関係性を投影する古代信仰・宗教や神話は、大和を含め、西洋東洋を問わずに散見される。柳田國男は、日本神話の兄神と妹神の関係性に琉球のをなり神信仰との類似点があることを指摘し、おなり神信仰が大和と琉球に共通した古代信仰であると考察している。

## 琉球王国における位置づけ
おなり神は、俗世を支配する男性を、神に仕える女性が男と社会を霊的に守護するという観念に転化された。つまり政治を男が行い、その男を守護する女が神事を司り、神託を得て霊的に指導するという政教二重主権体制の基盤となった。この原則は集落レベルから国王にまで一貫されている。

### 歴史
村落時代（3世紀 - 12世紀）は御嶽が根人の信仰対象であり、この祭祀を根神（姉妹）が司り、その神託によって根人（兄弟）が政治を行った。この根神と根人の関係がおなり神信仰に該当する。按司時代（12世紀 - 15世紀）に入ると、祝女に按司の姉妹が任命されるようになり、祝女と按司の関係がおなり神信仰に該当する。琉球王国時代（15世紀 - 17世紀初頭）は、祭祀を司る聞得大君が国王の姉妹から選ばれるようになる。このように、おなり神信仰は政教二重主権の形態と深く関わっていた。

### 集落
集落は「マキョ」と呼ばれ、マキョのもっとも古い宗家の「えけり」（兄弟）から政治的支配者（主人）となる根人（ニーッチュ、ニッチュ）が出る。「えけりのおなり」即ちニッチュの妹は、マキョの宗教的支配者となり祭事を司る根神（ニーガン）となる。マキョを束ね領地を統治する按司（アジ）の妹は、その領地の祭事の司祭であるノロとなる。マキョの聖地である御嶽の神はマキョと根人の守護神となり、根神はマキョの現人神であり祭祀者となる。

### 王国
そして国王とノロの最高位の聞得大君もまた、完結した宇宙であるえけりとをなりの強固な関係で結ばれていた。これは、をなり神の持つ霊的守護力の概念が、王国において兄から家族、家族から集落、集落から地域、地域から王国へと拡張し、拡大解釈されていったということでもある。
以上は古琉球においては絶対の構造であった。国王・尚宣威が高級神女により罷免され、尚円の子（尚真王）が王位を継承したという伝承もあり、一時期は王のおなり神であるノロの方が国王より強大な権力を持っていたと考えられている。しかし尚真王の時代に聞得大君職が設置され、この権力構造は国王優位に改められることとなった。
その後、薩摩の侵入を受けて以後、近代化を進める羽地朝秀、蔡温らの改革によって、おなり神信仰を核とする古代的な神権政治の色彩は段階的に弱体化され、解体されていった。

## 儀式
イザイホーの祭りの中にて、兄を持つ妹がおなり神となる儀式が執り行われる。兄はイザイホーの祭りの前になると、妹に祭りの時に身に付ける神衣や下着類を作る白生地を贈る。祭りの最終日に、トウツルモドキの葉の冠を被った妹は、座敷に上がってカヤの敷物の上に座り、兄と向き合って神酒の椀を飲み交わす。それが終わると、立ち会ったノロがトウツルモドキの葉の冠を妹の頭から取って兄に渡す。これによって妹は兄を守護するおなり神となる。
神女に兄がいない際は、弟か甥かいとこがえけりの役をする。

## その他の伝承
八重山諸島小浜島の嘉保根御嶽（かふにわん）の伝承では、島からの献上物として麻を納めており、妹が麻を織り、兄が献上をしに航海をし、妹が兄の安全を祈願していた。麻を織っていた所に雨が降り米の籾が濡れてしまい駄目になった。怒った兄が妹を打ち据えたところ、妹は悲しみどこかへ消え去ったと言う。残された家族にはさまざまな不幸が起き、妹の御霊が東海岸（御嶽の元々の拝所があった）に現れたので、海の神として祭ったと言う。この祭所が御嶽となり集落の守り神となったと言う。この伝承は、おなりとえけりの間だけで完結する守護の関係が、御嶽と言う集落全体を守護する存在に転化する事例として重要である。

## 現在
太平洋戦争中、沖縄県では妹からもらったものをお守りとして戦地に行ったという逸話が多く聞かれた。現在も集落単位でのおなり神信仰は存続しており、根人・根神という存在は広く見られる他、王国以来の特別な聖地である久高島には、「男は海人（うみんちゅ：漁師）、女は神人（かみんちゅ：神職者）」という諺が残り、現在も成人既婚女性のほぼ全員がなんらかの神人（神職者）となっている。

## 琉球外の兄妹信仰

### 邪馬台国
日本本土においては、宗教的な権能を持つ卑弥呼と世俗政治面で支配していたその弟という組み合わせが姉妹の霊が兄弟を保護するという信仰に近いと指摘されることもある。

### 奄美
ウナリ神信仰を基盤とした祭政一致社会が古奄美に見られる。

### インド
日本国外の兄妹信仰では、インドのアッサム地方のアンガミ・ナガ族の例が挙げられる。アンガミ・ナガ族は、妹は戦士となった自分の兄に髪の毛を贈り、兄はそれを自分が持つ盾に飾る。そして、兄が帰ってくる度に妹はいくらかの髪を与えることになっている。

### インドネシア
インドネシアのライジュア島やサブ島でも姉妹がその兄弟を霊的に守護するという信仰があり、兄（弟）が危険な場所に旅立つ時にはその妹（姉）は自ら織ったイカットという布を兄弟に贈る。